# Elecciones generales de Honduras de 1919
Las elecciones generales de Honduras de 1919, se realizaron para el cambio de autoridades gubernamentales como ser:
- Presidente de Honduras: Jefe de Estado de Honduras que ejercerá las funciones de dirección del Poder Ejecutivo de Honduras por mandato del pueblo.
- Diputados al Congreso de Honduras.
- Alcaldes municipales.

## Candidato ganador
Las elecciones se realizaron con normalidad, el ganador fue el tegucigalpense general  Rafael López Gutiérrez candidato del Partido Liberal de Honduras, con un margen aplastante con respecto al de su contrincante el doctor Alberto de Jesús Membreño, candidato del Partido Nacional Democrático (PNDH), escindido del Partido Nacional de Honduras.
Los sondeos fueron muy favorables con respecto al candidato Rafael López Gutiérrez, que había ascendido a héroe en la primera guerra civil de Honduras de 1919, asimismo fue su decisión de quedarse en el poder el que provocó la segunda guerra civil de Honduras, la más devastadora que haya sucedido en el país centroamericano en el siglo XX.